# Олейников, Павел Романович
Па́вел Рома́нович Оле́йников (1917 год — 18 февраля 1945) — советский военнослужащий, участник Великой Отечественной войны. Герой Советского Союза (4 апреля 1940 года).

## Биография
Олейников П. Р., русский по национальности, родился в деревне Таль в крестьянской семье. После окончания семи классов работал в колхозе.
Во время советско-финской войны Олейников являлся командиром отделения 541-го стрелкового полка 136-й стрелковой дивизии 13-й армии Северо-Западного фронта. Будучи в звании младшего командира, он в период с 11 по 14 февраля 1940 года в районе населённого пункта Кюреля неоднократно первым бросался в атаку и увлекал за собой бойцов. Чтобы облегчить продвижение отделения вперёд, забросал противника гранатами в его же траншее. 21 февраля благодаря его действиям (забрасывание гранатами амбразуры) был захвачен дот противника. Олейников также лично уничтожил 6 вражеских солдат.
7 апреля 1940 года Олейникову П. Р. было присвоено звание Героя Советского Союза.
Олейников принимал участие в боях Великой Отечественной войны с июля 1944 года, погиб в бою 18 февраля 1945 года.

## Награды
- Герой Советского Союза (7 апреля 1940 года)
- Орден Ленина

## Комментарии
1. ↑  Ныне Любанский район, Минская область, Белоруссия.